# サカハチチョウ
サカハチチョウ（逆八蝶、学名：Araschnia burejana）は、チョウ目タテハチョウ科タテハチョウ亜科に分類されるチョウの一種。

## 概要
日本の北海道から九州のほぼ全国に分布する小さなタテハチョウ。翅にある逆八の字が名前の由来。山地では普通種だが平野では稀。春型は黒地にオレンジ色のまだら模様で二条の黄帯を持つが、夏型はオレンジ色のまだら模様がなくなり、一見すると別種に見える。

## 生活史
年二回、春と夏に発生。前述のように春型と夏型では翅表の模様がかなり異なる。これは日照時間が影響しており、幼虫時代の日中の時間がおよそ13時間を下回ると春型が発生する。
花や樹液、獣糞、腐果などさまざまなものに集まる。山登りをしているとどこからともなくやってきて人の汗を吸う姿も見られる(このため捕獲も容易である)。
食草はイラクサ科のコアカソ。卵は縦に3～4つほど積み重ねて産み付けられ、通常先端の卵から順に孵化する。

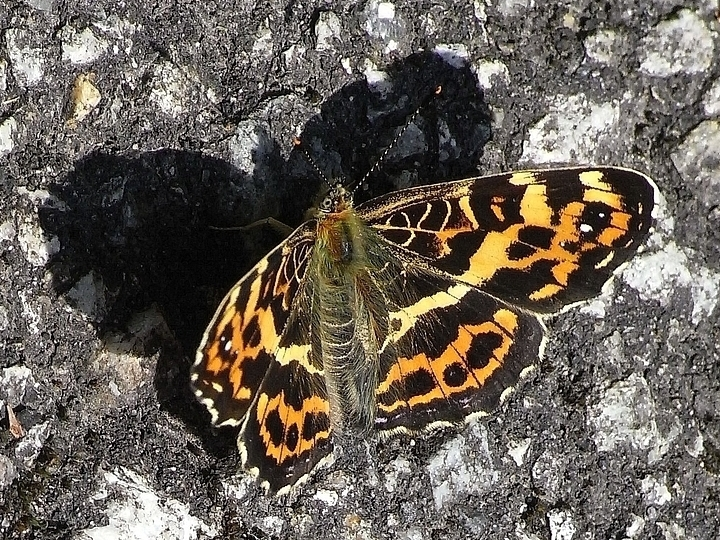
春型
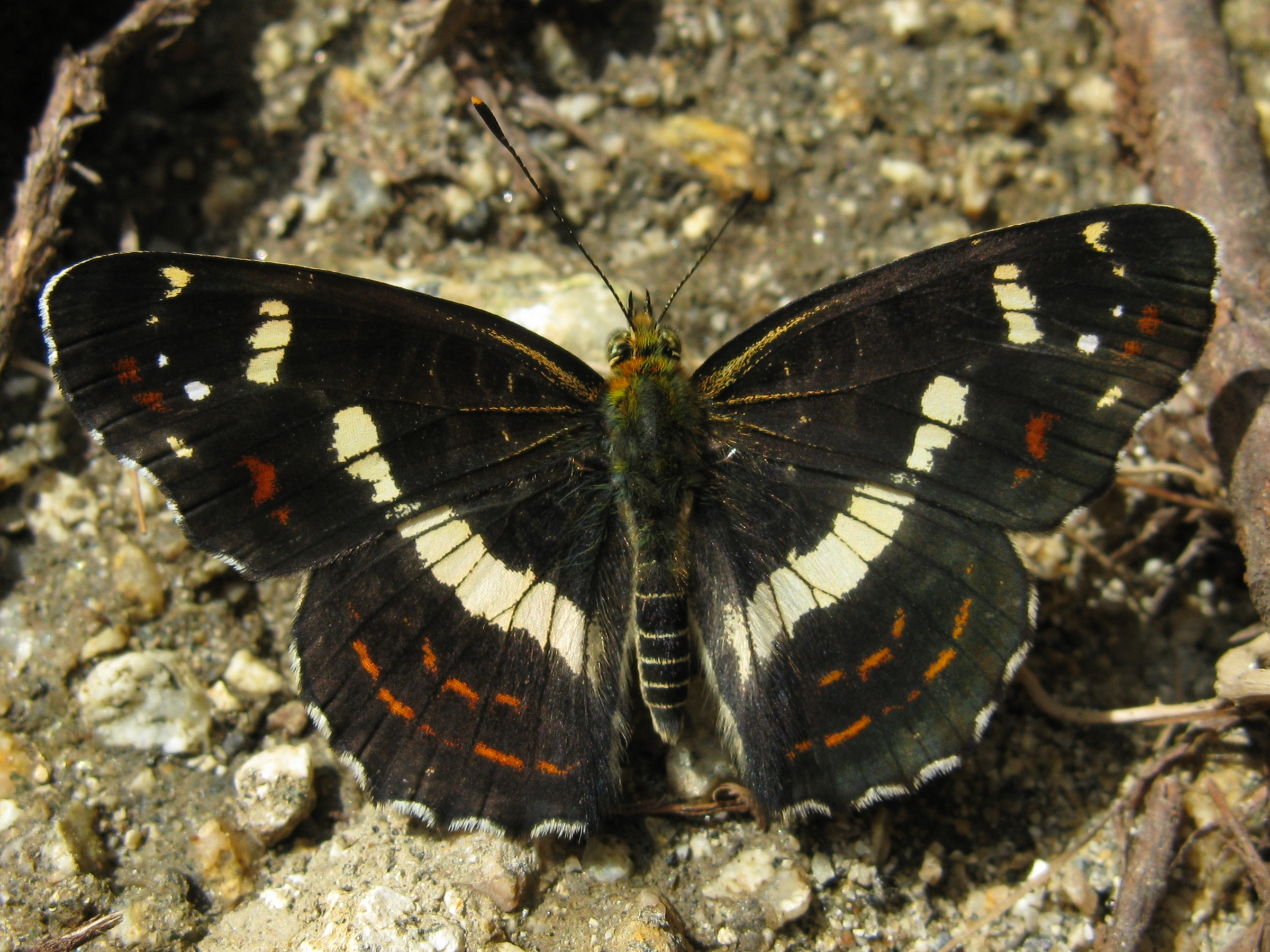
夏型
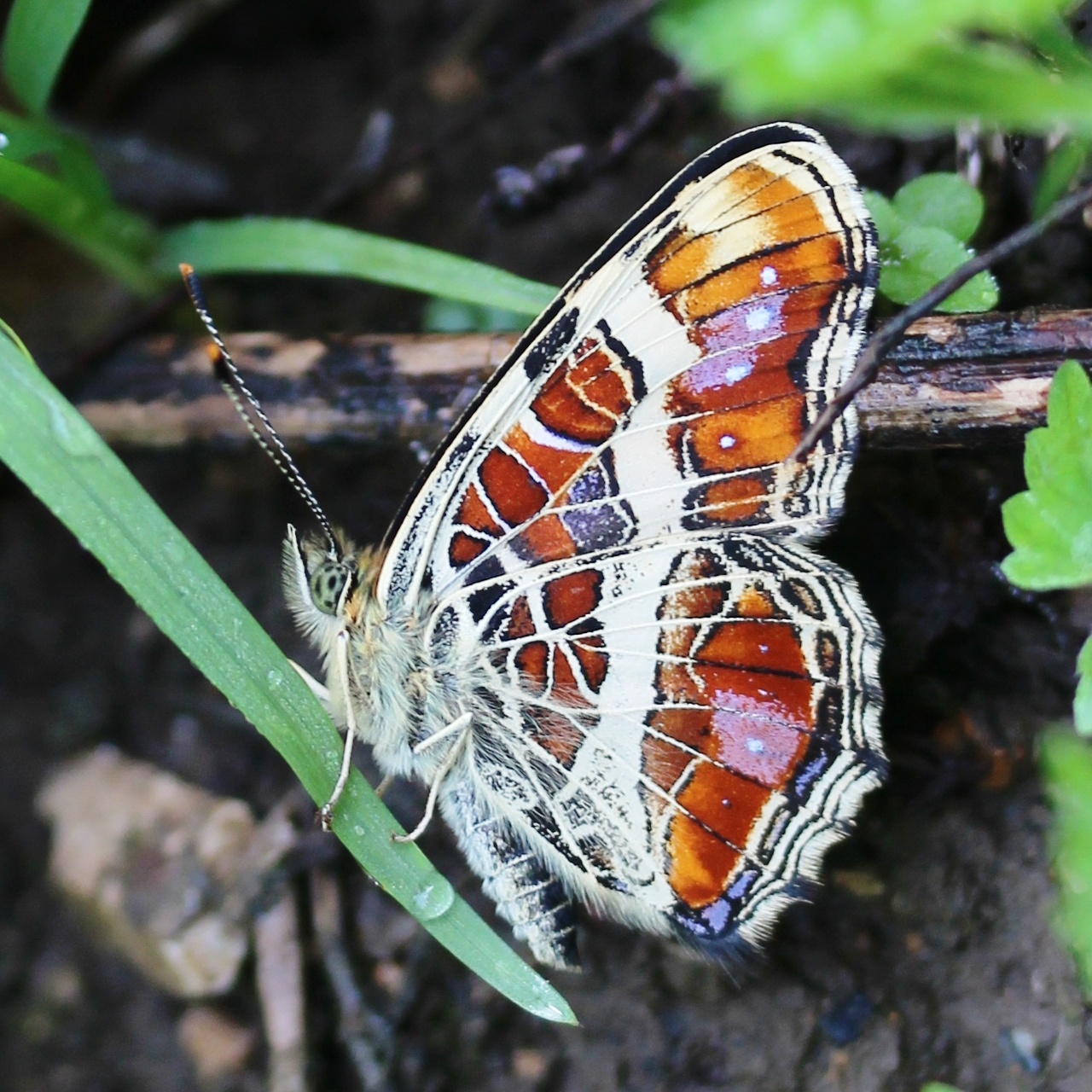
春型の裏翅

## 種の保全状況評価
日本の以下の都道府県でレッドリストの指定を受けている
- 準絶滅危惧（NT） - 長崎県、鹿児島県